# Tianeptyna
Tianeptyna – organiczny związek chemiczny, pochodna dibenzotiazepiny, mająca zastosowanie jako lek przeciwdepresyjny i przeciwlękowy. Wykazuje działanie neuroplastyczne. 

## Mechanizm działania leku
Początkowo była klasyfikowana jako antydeprasant trójcykliczny, jednak ze względu na różnice w budowie chemicznej i unikatowy mechanizm działania została uznana za antydepresant atypowy. Jest pełnym agonistą receptorów opioidowych μ (a nie, jak pierwotnie uważano, transporterów serotoniny) oraz nieistotnie klinicznie agonistą receptorów delta.
Lek pośrednio moduluje układ glutaminergiczny oraz wpływa na receptory NMDA i AMPA.
Tianeptyna blokuje ataki paniki przy podaniu 35% dwutlenku węgla. Ma również pewne działanie przeciwdrgawkowe.
Siedmioletnie testy na grupie 25 tys. ochotników wykazały, że lek jest w pewnym stopniu efektywny na problemy z astmą, co jest spowodowane przeciwnym działaniem do antydepresantów działających na wychwyt zwrotny serotoniny – tianeptyna wpływa na wolną serotoninę w osoczu.
Lek również chroni przed chronicznym stresem, a nawet odwraca zmiany w hipokampie – mianowicie jego objętość i uszkodzenia neuronalne spowodowane długoletnim stresem.
Tianeptyna ma łagodne działanie i może być stosowana na lekkie objawy ADHD.

## Farmakokinetyka i metabolizm
Tianeptyna ma krótki okres półtrwania (2,5 godziny), nie wpływa na izoenzymy cytochromu P450. Metabolizuje się do związków MC5 oraz MC3.
MC5 charakteryzuje się działaniem bardzo zbliżonym do tianeptyny pod względem działania i potencji, lecz ma znacznie dłuższy okres półtrwania.

## Wskazania
- zaburzenia depresyjne o lekkim i średnim nasileniu
- uzależnienie od opioidów oraz środków nasennych, dzięki funkcjom normalizującym
- alkoholizm
- zaburzenia obsesyjno-kompulsyjne
- zaburzenia lękowe
- próbnie problemy z astmą

## Przeciwwskazania
- uczulenie na tianeptynę
- wiek poniżej 15 lat
- ciąża
- laktacja

Leku nie należy podawać w połączeniu z inhibitorami MAO.

## Działania niepożądane
Występują rzadko i są słabo nasilone:
- suchość w ustach
- bóle brzucha
- wymioty
- zaparcie
- senność
- zawroty głowy
- bezsenność

## Dostępne preparaty
- Atinepte, Coaxil, Tianesal